# Hardball (2001.)
Hardball je američka dramska komedija iz 2001. koju je režirao Brian Robbins. Glume Keanu Reeves, Diane Lane, John Hawkes i D. B. Sweeney. Scenarij Johna Gatlinsa temelji se na knjizi Hardball: A Season in the Projects Daniela Coylea. Glazbu je napisao Mark Isham. U nekim dijelovima SAD-a film je poznat od imenom Little Sluggers.

## Radnja
Conor O'Neill (Keanu Reeves) je kockar koji se potajno kladi na 6.000 dolara, te sad duguje puno novca dvojici kladioničara. Da bi otplatio dugove, prihvaća ponudu prijatelja iz jedne velike kompanije da umjesto njega trenira bejzbolski tim problematičnih učenika petog razreda čikaškog projekta Cabrini Green za 500 dolara tjedno u trajanju od 10 tjedana.
Nezadovoljan što će dobivati samo 500 dolara tjedno, Conor se pojavi na bejzbolskom igralištu pred grupom brbljavih gradskih klinaca koje zovu crack bebe i žive u socijalnim stanovima. Conor nema dovoljno igrača za tim; jedan je dječak promijenio svoj rodni list da bude stariji, a drugi, "G-Baby" (DeWayne Warren), je premlad da igra. Djeca kažu Conoru da je to zato što njihova učiteljica, Elizabeth Wilkes (Diane Lane), ne da nekim dječacima da igraju prije nego što završe lektiru. Conor ju posjeti i ona pristane dopustiti dječacima da igraju pod uvjetom da im daje instrukcije. Budući da su djeca iz siromašnog i opasnog dijela grada, Conor dobije od prijateljeve kompanije automobil kojim razvozi djecu nakon treninga.
Conor se trudi izgraditi timski duh među dječacima, ali svejedno tim izgubi prvu igru 16-1, što izazove napetost među igračima. Conorovim trudom tim postaje sve bolji pa u drugoj utakmici pobijede 9-3. Za to vrijeme Conor pokušava započeti vezu s Elizabeth.
Conor riskira sve i zaradi 12.000 dolara kod novog kladioničara da bi otplatio dug u istom iznosu. Njegov stres se još više poveća kad jednog njegovog igrača udalje iz utakmice jer ga je trener drugog tima ucijenio da će otkriti njegovu pravu dob. Conor ode k predsjedniku lige zbog prijetnje i također se požali da njegovi igrači nose loše majice umjesto pravih dresova. U znak protesta najavi da je to bila njegova zadnja igra čime naljuti dječake.
Conor jedva osvoji 12.000 dolara, otplati dugove i opet se želi kladiti na 24.000 dolara. Prizna si da je teže ostaviti djecu nego što je mislio. Iznenadi ih ulaznicama za utakmicu u profesionalnoj ligi i odluči da se više ne kocka. Veza s Wilkes napreduje, on nabavi nove dresove za igrače (što sponzorira jedan od njegovih kladioničara).
Uoči utakmice za osvajanje prvenstva, jednog od dječaka, G-Babyja, usmrti zalutali metak. Tim se okupi nakon pogreba i zajedno odluče da neće odustati od bejzbola i da će osvojiti prvenstvo u spomen na preminulog člana tima.

## Uloge
- Keanu Reeves - Conor O'Neill
- Diane Lane - Elizabeth Wilkes
- D. B. Sweeney - Matt Hyland
- John Hawkes - Ticky Tobin
- Bryan Hearne - Andre Ray Peetes
- Julian Griffith - Jefferson Albert Tibbs
- Michael B. Jordan -  Jamal
- A. Delon Ellis Jr. - Miles Pennfield II
- Kristopher Lofton - Clarence
- Michael Perkins - Kofi Evans
- Brian M. Reed - Raymond 'Ray Ray' Bennet
- DeWayne Warren - Jarius 'G-Baby' Evans

## Prijem
Film je dobio podijeljene kritike i trenutno ima ocjenu 38% na Rotten Tomatoes. Keanu Reeves je bio nominiran za Zlatnu malinu u kategoriji najgoreg glumca (uz Slatki studeni).

## Zanimljivosti
Film je snimljen prema romanu koji se temelji na iskustvu trenera Roberta Muzikowskog. Muzikowski je tužio Paramount Pictures za klevetu jer je smatrao da su ga u filmu netočno prikazali kao kockara sa sumnjivim vezama koji se počeo baviti treniranjem samo da otplati dug. Muzikowski je izgubio spor.
U cameo ulozi se pojavljuje igrač bejzbola Sammy Sosa.

## Glazbeni zapis filma
Columbia Records je izdala istoimeni album s hip-hop i R'n'B glazbom 11. rujna 2001. Album se našao na 55. mjestu popisa Billboard 200 i 34. mjestu ljestvice Top R&B/Hip-Hop Albums.